# Langeafstandsidentificatie en -tracking van schepen
Langeafstandsidentificatie en -tracking van schepen (long-range identification and tracking, LRIT) is een internationaal volg- en identificatiesysteem dat door de Internationale Maritieme Organisatie (IMO) is opgenomen om schepen wereldwijd te kunnen volgen. Het is op 19 mei 2006 ingevoerd middels resolutie MSC.202 (81) en trad in werking op 1 januari 2008. Deze resolutie is een amendement van hoofdstuk V van het Internationaal Verdrag voor de veiligheid van mensenlevens op zee, voorschrift 19.1 en is bindend voor alle overheden die lid zijn van de IMO.
Het LRIT-voorschrift is van toepassing op de volgende schepen, bezig met het maken van internationale reizen:
- Alle passagiersschepen, inclusief hogesnelheidsschepen;
- Vrachtschepen, inclusief hogesnelheidsschepen, van 300 gross tonnage of meer; en
- Mobiele, offshore, booreenheden.[3]

Deze schepen moeten minstens viermaal per dag hun positie rapporteren aan hun vlaggenstaat. De meeste schepen programmeren hun bestaande satellietcommunicatiesystemen zodat deze rapporten automatisch verstuurd worden. Andere gecontracteerde overheden (overheden lid van de IMO) kunnen en mogen onder het voorschrift informatie vragen over schepen waarin zij een legitieme interesse hebben.
Het LRIT systeem bestaat uit: de satellietcommunicatiesystemen aan boord, communicatiedienstverleners (communications service providers, CSPs), applicatiedienstverleners (application service providers, ASPs), LRIT-datacentra, het LRIT-dataverdelingsplan en de internationale LRIT-data-uitwisseling. Bepaalde aspecten van de werking en prestaties van het LRIT-systeem worden gecontroleerd en beoordeeld door de LRIT-coördinator namens de IMO en de betrokken overheden.

## Europese implementatie
Volgens de resolutie van de Raad van de Europese Unie van 2 oktober 2007 hebben alle EU lidstaten beslist een Europees datacenter voor LRIT (EU LRIT DC) op te richten. Overeenstemmend met deze resolutie is de Europese Commissie verantwoordelijk voor het beheer van het EU LRIT DC, in samenwerking met de lidstaten, door de European Maritime Safety Agency (EMSA). Het EMSA heeft de leiding over de technische ontwikkeling, operatie en onderhoud van het EU LRIT DC. Ze benadrukken ook dat het doel van het EU LRIT DC maritieme beveiliging, Search and Rescue (SAR), maritieme veiligheid en de bescherming van het maritieme milieu moet omvatten, rekening houdend met de ontwikkelingen binnen de IMO context.

## Noord-Amerikaanse Implementatie

### Canada
In januari 2009 werd Canada de een van de eerste van de overheden die een nationaal datacentrum implementeerde en zo te voldoen aan het LRIT-voorschrift.

### Verenigde Staten
Net zoals Canada waren de Verenigde Staten in januari 2009 een van de eerste overheden die een nationaal datacentrum implementeerden om te voldoen aan het LRIT-voorschrift. Momenteel is de gemachtigde applicatiedienstverlener (ASP) van de VS Pole Star Space Applications.
LRIT werd door de United States Coast Guard (USCG) voorgesteld aan de IMO in Londen na de terroristische aanslagen van 11 september 2001 om de ongeveer 50.000 grote schepen over de hele wereld te traceren.
In de Verenigde Staten staat de integratie en correlatie van LRIT-data met dat van sensoren en andere bronnen de USCG toe om afwijkingen te detecteren en de algemene Maritime Domain Awareness (MDA) te verhogen. De implementatie van de VS van dit voorschrift is consistent met de strategische doelen van de USCG, zijnde de maritieme beveiliging en veiligheid, bewustzijn, preventie, bescherming en respons.
Elke soevereiniteit heeft al het recht om deze informatie te vragen voor schepen op weg naar hun havens. Het LRIT-voorschrift en het computersysteem laten de USCG toe om informatie te ontvangen over alle schepen binnen de 1000 zeemijl (1900 km) van het VS-territorium, in aanmerking genomen dat de vlaggenstaat van deze schepen de VS niet heeft weerhouden deze informatie te ontvangen.

### Marshalleilanden
De Marshalleilanden, een van de grootste scheepsregisters in de wereld, richtte een van de eerste prototypes van datacentra op, gebruik makend van de Pole Star Space Applications.

## Afrikaanse Staten
Verschillende Afrikaanse Staten hebben een LRIT-coöperatief datacentrum opgericht. In Zuid-Afrika zorgt het South Africa National Data Centre voor diensten aan een aantal Afrikaanse Staten zoals Ghana en Gambië.

### Liberia
Liberia, het tweede grootste scheepsregister in de wereld, heeft een LRIT-datacentrum opgericht in 2008. De gemachtigde LRIT-leverancier is weeral de Pole Star Space Applications.

## Zuid-Amerikaanse implementering

### Brazilië
In januari 2009 heeft ook Brazilië een nationaal datacentrum geïmplementeerd en was zo samen met de VS en Canada een van de eerste om te voldoen aan het LRIT-voorschrift. Op 11 augustus 2010 stichtten ze het Regionale LRIT Data Centrum Brazilië, die diensten verzorgd voor Brazilië en Uruguay en sinds 2014 ook voor Namibië.

### Venezuela
De Venezolaanse vlaggenstaat duidde Fulcrum Maritime Systems aan als LRIT-ASP en nationaal datacentrum leverancier (NDC) voor alle schepen onder Venezolaanse vlag.

### Chili
De Chileense vlaggenstaat duidde Collecte Localisation Satellites (CLS) aan als LRIT ASP. Dit datacentrum verzorgt de diensten voor alle schepen onder Chileense en Mexicaanse vlag.

### Ecuador
De Republiek Ecuador trad toe in het LRIT-productiemilieu op 15 april 2010. Het bezit een eigen NDC en gebruiken hun eigen maritieme autoriteit als ASP.

### Honduras
Honduras gebruikt Pole Star Space Applications als ASP.

### Panama
De Panamese vlaggenstaat duidde Pole Star Space Applications/Absolute Maritime Tracking Services als hun ASP en NDC aan voor alle schepen onder Panamese vlag. Het wordt gezien als 's werelds grootste scheepvaart monitoringcentrum, bestaande uit meer dan 8000 SOLAS-schepen en kleine vaartuigen. Het NDC bevindt zich in Panama-Stad en opereert op een 24 x 7 x 365 basis. Panama is de eerste vlaggenstaat die zo'n breed scala aan MDA-mogelijkheden onder één enkele LRIT-dienstverlening implementeerde. Zo omvatten ze ook kleine vaartuigmonitoring, doorlichting van schepen en naleving van sancties, haven-risicomitigatie en een Ship Security Alert Service (SSAS) management voor de volledige vloot, inclusief testen, respons en meldingen.

## Stille Oceaan Implementatie

### Vanuatu
Vanuatu duidde Collecte Localisation Satellites (CLS) aan als ASP en NDC voor alle schepen onder Vanuatuaanse vlag

### Singapore
Singapore heeft zijn eigen NDC met CLS als ASP.

### Vietnam
Vietnam trad toe tot het LRIT-productiemilieu op 21 oktober 2013. Ze hebben hun eigen NDC en duidde VISHIPEL aan als ASP